# 소프트웨어 심의 등급 기관
소프트웨어 심의 등급 기관(Unterhaltungssoftware Selbstkontrolle, 약칭 USK)는 1994년에 설립된 독일의 컴퓨터 비디오 게임 심의 등급 기관이다. 유럽 연합에 소속한 나라들은 게임 등급을 PEGI가 매기지만 독일의 경우 독자적인 게임 등급 책정 기관인 USK를 따로 두고 있다.

## 설명
조직 자체는 BIU에 의해 1994년에 설립되었으나, 2002년에 설립, 2003년에 시행된 독일 유아 및 청소년 보호 법(JuSchG)을 근거법으로 하는 공적 조직이며, BPjM 하에 있다. 2002년 4월 26일 에르푸르트의 김나지움에서 발생한 총기 난사 사건의 범인이 카운터 스트라이크에 몰두하고 있던 것이 계기가 되어 컴퓨터 게임을 대상으로 하는 윤리 심사 기관의 설치를 요구하는 여론이 높아진 것을 받아 2003년 독일 유아 및 청소년 보호 법(JuSchG) 시행을 전후해 발족했다. 또한, 2006년 11월 20일 독일 서부에서 2002년 에르푸르트 사건과 마찬가지로 소년이 학교에서 총을 난사하고 자살하는 사건이 발생했다. 의회에서 폭력적인 내용을 포함한 컴퓨터 게임의 양도만이 아니라, 제조 및 플레이를 일절 금지하고 제재를 가하는 법안이 긴급 상정 후 통과되기도 하였다. 소니 컴퓨터 엔터테인먼트의 폭력 표현에 대한 비난이 높아짐에 따라 유럽 위원회(EC)에서 EU 회원국 간의 윤리 심사 기준 및 청소년에 대한 컴퓨터 게임의 제공 규정을 통일하기 위한 지침을 제정할 방침이 2007년 1월에 결정한 것을 비롯해 USK를 둘러싼 환경은 크게 변화하고 있다. 특히 EC의 통일 지침은 2007년 상반기 의장국인 독일의 주도로 제정 작업이 진행되었다. 이 사건을 계기로 게임에 부착되는 USK 등급 마크도 더 크고 선명하게 변경되었다.
한편 USK는 2009년에 등급분류를 신청한 게임 중 52.5%가 전체 이용가, 6세 이상 이용가는 12.7%, 12세 이상 이용가는 17.5%, 16 이상 이용가는 10.4%, 18세 이상 이용가는 5.8%였다. 등급분류가 거부된 1.1%는 BPjM의 블랙리스트에 등재된다. 블랙리스트에 등재된 게임은 공개적으로 판매하거나 광고할 수 없으며 우편주문도 불가능하다. 법적 구속력을 가지지 않아 소비자의 구매 안내 역할만 수행하는 PEGI의 등급과 달리 USK는 독일 유아 및 청소년 보호 법(JuSchG)에 따라 등급을 어길 때 처벌받을 수 있는 근거가 존재한다. 독일은 법적 구속력을 가진 USK의 등급을 우선시하고 있기 때문에, PEGI의 등급을 채용하고 있지 않다. 유럽권내에서 발매되는 비디오 게임에는 PEGI의 등급과 USK의 등급이 동시에 표기되는 경우가 많다. USK는 역사적인 이유로 폭력적 묘사에 대한 심의와 규제가 강하다. 특히 나치나 제2차 세계대전의 독일군을 묘사한 경우 규제가 심하다. 반대로 선정성의 경우 규제가 심하지 않다.

## 등급 분류
등급 분류는 다음과 같다.
|  | USK 0 (전체 이용가) 독일 유아 및 청소년 보호 법(JuSchG)에 따라 나이 제한 없이 승인됨. 등급 제한이 없는 게임은 성인 외에도 유아 및 청소년을 직접 대상으로 하는 게임이다. 이는 유아보호에 어떤 위험도 주지 않는 게임으로 가족 친화적인 기술을 필요로 하는 게임, 카드 게임, 보드게임, Jump'n Runs 같은 게임을 포함한다. (시뮬레이션 게임, 경영 게임, 고전 어드벤쳐 게임, 몇몇 RPG같은 게임은 유아가 아예 실행할 수 없다.) |
|  | USK 6 (6세 이상 이용가) 독일 유아 및 청소년 보호 법(JuSchG)에 따라 6세 이상 청소년에게 승인됨. 이는 빠른 속도나 더 복잡한 작업을 통해 더 흥미있고 경쟁적인 대부분의 가족 게임, 레이싱 게임, 시뮬레이션 게임, Jump ’n Runs]] , RPG같은 게임을 포함한다. |
|  | USK12 (12세 이상 이용가) 독일 유아 및 청소년 보호 법(JuSchG)에 따라 12세 이상 청소년에게 승인됨. 이 분류의 게임은 좀 더 경쟁적인 요소를 갖추고 있다. 게임 시나리오는 플레이어가 이벤트에서 충분히 자신을 거리를 할 수 있도록 역사, 미래 또는 신화나 동화 내에서 설정되고 아케이드 게임, 전략 게임, RPG, 군사 시뮬레이션 게임같은 게임을 포함한다.                                                                      |
|  | USK16 (16세 이상 이용가) 독일 유아 및 청소년 보호 법(JuSchG)에 따라 16세 이상 청소년에게 승인됨. 이 분류의 게임은 폭력적 요소를 포함할 수 있다. 즉, 성인을 구매층으로 목표한 게임일 수 있다. 주로 무장전투나 군사 임무, 핵심 이야기를 포함하고 있고 액션 어드벤쳐 게임, 군사 시뮬레이션 게임, 슈팅 게임같은 게임을 포함한다.                                                                                           |
|  | USK18 (18세 이상 이용가) 독일 유아 및 청소년 보호 법(JuSchG)에 따라 18세 미만 청소년에게 승인되지 않음. 이 분류의 게임은 거의 폭력적 요소를 포함하고 있고 어둡고 위협적인 분위기로 진행된다. 즉, 성인에게만 적합한 게임이다. 이 장르는 FPS, 액션 어드벤쳐 게임, 오픈 월드같은 게임을 포함한다. 각 시나리오의 배경은 무력 집단의 충돌이나 잔인한 싸움을 기초로 두고 있다.                                               |

## 수정 예시
주로 폭력적 묘사가 독일버전에서는 순화된다. 인간형 적을 죽이는 게임의 경우, 비인간형 적으로 교체되거나 피의 색을 변경하거나 피 자체를 제거하는 등의 수정이 가해진다. 상대적으로 선정적 묘사에는 관대한 편이다.국가별 수정된 비디오 게임 목록나 금지된 비디오 게임 목록에서 더 많은 예를 볼 수 있다.

### 하프라이프
하프 라이프에서 해병대는 로봇으로 대체되고 더빙도 인간 음성에서 기계음이 되었다. 외계인 혈액의 색도 노란색으로 변경되었다. 그러나 바닥의 혈흔은 붉은 색 그대로다. 적을 폭사시켰을 때 나오는 뼈와 육편도 나사와 기계 부품으로 대체되었다. 과학자와 경비원의 그래픽이 시체에서 살아서 앉아있는 것으로 변경되었다. 멀티 플레이시 적 플레이어의 캐릭터가 헬멧을 써서 인간임을 인식할 수 없게 한다.

### 하프라이프 2
하프라이프 2에서 혈액은 모두 회색으로 대체되었고 혈흔 일부가 제거되거나 크기가 작아졌다. 적을 죽였을 시 나오는 시체에도 수정이 가해졌다. 저격수를 살해시 저격수가 살아서 밖으로 빠져나가는 모션이 생긴다. 시체가 사라지기 때문에 시체를 계속 공격하는 행위도 불가능하다.

### GTA 3
GTA 3에는 바닥에 무방비 상태로 누워있는 상대를 공격할 시 허공에 야구 방망이를 휘두르는 모션이 나온다. 출혈 묘사가 삭제되고 헤드샷에 성공해도 상대의 머리가 사라지지 않는다. 사지절단도 독일 버전에서는 묘사되지 않는다. 또한 몇몇 미션은 독일 버전에서 삭제되었다.

### 갓 오브 워 2
갓 오브 워 2는 선정성을 이유로 누워있는 여인에게 이불이 더해졌다.

## 금지 예시
게임의 폭력적 묘사가 지나치게 고어하거나 제작사가 수정을 거부한 경우 게임은 독일에서 판매할 수 없게 된다. 그리고 지나친 나치관련 묘사가 들어있는 게임도 독일에서 금지된다.

### 레프트 포 데드 2
레프트 포 데드 2는 지나친 폭력성과 잔인함으로 금지되었다.

### 울펜슈타인 (2009)
울펜슈타인 (2009)는 나치 묘사 때문에 금지되었다. 전작인 리턴 투 캐슬 울펜슈타인은 수정이 돼서 발매되었다.

## 같이 보기
- 금지된 비디오 게임 목록
- 국가별 수정된 비디오 게임 목록
- 컴퓨터·비디오 게임 등급 제도
- 범유럽 게임 정보
- 오락 소프트웨어 등급 위원회
- 게임물관리위원회
- 컴퓨터 오락 등급 기구
- 컴퓨터 소프트웨어 윤리기구
- 오스트레일리아 등급 위원회